# Lucey (Meurthe-et-Moselle)
Lucey é uma comuna francesa na região administrativa de Grande Leste, no departamento de Meurthe-et-Moselle. Estende-se por uma área de 10,7 km². Em 2010 a comuna tinha 646 habitantes (densidade: 60,4 hab./km²).